# Highcolor
Gráficos highcolor (também escritos Hicolor, Hicolour e Highcolour e conhecidos como Thosand of colors (milhares de cores) no Macintosh) é o método de armazenamento de informações de imagem em uma memória de computador de modo que cada pixel seja representado por dois bytes. Normalmente a cor é representada por todos os 16 bits, mas alguns chips gráficos suportam highcolor de 15 bits.

## Highcolor de 15 bits
No highcolor de 15 bits, um dos bits de dois bytes é ignorado e os 15 restantes são divididos entre componentes vermelho, verde e azul (RGB) da cor final, desta forma:
| Bit   | 15       | 14       | 13       | 12       | 11       | 10    | 09    | 08    | 07    | 06    | 05   | 04   | 03   | 02   | 01   |
| Valor | Vermelho | Vermelho | Vermelho | Vermelho | Vermelho | Verde | Verde | Verde | Verde | Verde | Azul | Azul | Azul | Azul | Azul |

Cada um dos componentes RGB é associado à 5 bits, gerando 25 = 32 intensidades para cada componente. Isto possibilita 32,768 cores para cada pixel.

## Highcolor de 16 bits

Olhos humanos são mais sensíveis à luz verde. Descontinuidades no gradiente verde são mais fáceis de serem vistas do que os vermelhos e os azuis, que são quase impossíveis.

Quando todos os 16 bits são usados, um dos componentes, normalmente verde, obtém um bit extra, permitindo 64 níveis de intensidade para este componente e um total de 65,536 cores disponíveis. Isto pode gerar uma pequena discrepância na codificação, como, por exemplo, o que se quer é codificar as cores RGB de 24 bits (40, 40, 40) com 16 bits. Quarenta em números binários é 00101000. Os canais vermelho e azul terão os cinco bits mais significantes e terão um valor de 00101, ou 5 em uma escala de 0 a 31 (16.1%). O canal verde, com seis bits de precisão, terá um valor binário de 001010, ou 10 na escala de 0 a 63 (15.9%). Por isto, a coloração RGB (40, 40, 40,) terá um ligeiro tingimento de verde exibido em 16 bits. Note que 40 na escala de 0 a 2005 é 15.7%.
O verde é comumente escolhido como bit extra nos 16 bits porque o olho humano tem maior sensibilidade  para tons verdes. Isto pode ser comprovado olhando atentamente para a imagem ao lado (apenas em monitores truecolor), onde tons escuros de vermelho, verde e azul são exibidos usando 128 níveis de intensidade para cada componente (7 bits). Pessoas com visão normal devem ver os tons individuais de verde relativamente mais fácil, enquanto os tons de vermelho pode ter dificuldade para serem vistos e os de azul são provavelmente indistinguíveis. Mais raramente, alguns sistemas têm suportado o bit extra de profundidade de cor nos canais azul e vermelho, normalmente em aplicações onde esta cor prevalece (fotografando tons de pele ou o céu, por exemplo).